# Custoza
Custoza is een plaats (frazione) in de Italiaanse gemeente Sommacampagna.
Bij deze plaats vonden in 1848 en 1866, in respectievelijk de Eerste en de Derde Italiaanse vrijheidsoorlog, twee veldslagen plaats tussen het Oostenrijkse en het Italiaanse leger, die beide gewonnen werden door de Oostenrijkers. Zie: 
- Slag bij Custoza (1848)
- Slag bij Custoza (1866)